# Барициу, Георге
Георге Барициу (рум. Gheorghe Barițiu; 1812, Жуку, Клуж, Трансильвания — 2 мая 1893, Сибиу, Королевство Румыния) — румынский драматург, историк, филолог, журналист, публицист, редактор, академик, президент Румынской академии (1893), политик, предприниматель, основатель румынской прессы в Трансильвании.

## Биография
Сын румынского грекокатолического священника. Учился в духовных семинариях в Блаже и Клуж-Напока, где получил образование священника.
Однако решил стать школьным учителем румынского языка в Брашове. Там же в 1838 году основал первую румынскую газету в Трансильвании Gazeta de Transilvania.
Активно участвовал в революции 1848—1849 годов в Австрийской империи. Установил связи с румынскими националистами и радикалами.
Совместно с однодумцами Андреем (Шагуном), Тимотеем Чипариу и другими основал в 1861 году Трансильванскую ассоциацию румынской литературы и культуры румынского народа, был её первым секретарём. Позже, стал главным редактором её печатного органа — журнал Transilvania.
В 1866 года был членом-учредителем Румынского литературного общества (Societatea Literară Română), сегодня Румынская академия.
С 1884 по 1888 год — президент Румынской национальной партии (Partidul Național Român din Transilvania și Banat).
Когда ASTRA начала публиковать обзор в Трансильвании, Бариц был главным лицом, участвовавшим в её редакционной деятельности, и стал одним из авторов самой первой энциклопедии на румынском языке (опубликованной в Сибиу после его смерти между 1898 и 1904 годами). Его основная работа, опубликованная между 1889 и 1891 годами, была опубликована в «Истории Трансильвании в истории Трансильвании» («Избранные эпизоды последних двухсот лет в истории Трансильвании»).
Похоронен в Церкви Святых Апостолов Петра и Павла в Сибиу.

## Избранные публикации
- Cuvântare scolasticească la ecsamenul de vară în Școala românească din Brașov și Cetate, 1837
- Deutsch-Rumänisches Wörterbuch, Dicţionariu român-german, 1853—1854 (Румынско-немецкий словарь)
- Dicționariu românesc-unguresc, Magyar-román szótar, 1869
- Părți alese din istoria Transilvaniei pre două sute de ani în urmă, I—III, Sibiu, 1889—1891
- Două drame familare, драма, 1891